# 帕恩切特犬齒獸屬
帕恩切特犬齒獸屬（學名：Panchetocynodon）是種已滅絕合弓類動物，化石發現於印度西孟加拉邦的帕恩切特組（Panchet Formation），生存年代為三疊紀早期。化石是一個部分左下頜，與五個後段牙齒。